# 楊珂 (嘉靖進士)
楊珂（1517年—1574年），字士佩，號欽斋，福建泉州府晉江縣人，民籍，明朝政治人物。

## 生平
嘉靖二十八年（1549年）己酉科福建鄉試第八名舉人。嘉靖四十四年（1565年）中式乙丑科會試第一百四十一名，二甲第五十三名進士。户部观政，四十五年八月授户部主事，隆慶三年（1569年）闰六月升员外，十一月升郎中，六年二月復除本部，本月升浔州知府，万历二年（1574年）甲戌正月卒。

## 家族
曾祖楊瑩，教諭；祖父楊宜；父楊忠，贈主事；母蔡氏，贈安人。兄宗叙、宗秩（举人、知县）、杨鸞（举人、知县贈副使）、弟杨伟（举人、知县）、杨琦（庠生）。
子名登（县丞）、本潜、本潤（庠生），孫載衡、載胤、載衍、載囗、載熙、載勲、載烈。